# Mất khả năng diễn đạt cảm xúc
Mất khả năng diễn đạt cảm xúc (tiếng Anh: alexithymia), hay mù cảm xúc là một cấu trúc nhân cách với nét đặc trưng là thiếu khả năng cận lâm sàng để nhận biết và miêu tả cảm xúc của bản thân. Những đặc điểm chính bao gồm loạn chức năng rõ rệt trong việc nhận thức cảm xúc, việc gắn bó với xã hội và trong quan hệ với người khác. Thêm vào đó, người mất khả năng này cũng gặp khó khăn trong việc phân biệt và trân trọng cảm xúc của người khác. Điều này được cho là nguyên nhân gây ra những phản ứng thiếu đồng cảm và có hiệu quả cảm xúc kém. Khoảng 10% dân số mất khả năng diễn đạt cảm xúc. Hiện tượng này có thể xuất hiện với một số bệnh tâm thần.

## Từ nguyên
Thuật ngữ alexithymia được đặt bởi nhà hai nhà tâm lý trị liệu John Case Nemiah và Peter Sifneos vào năm 1973, bắt nguồn từ tiếng Hy Lạp: ἀ- (a-, "không có") + λέξις (léxis, "ngôn từ") + θῡμός (thȳmós, "trái tim" hoặc "cảm xúc"), tức "không có ngôn từ cho cảm xúc".
Các thuật ngữ ngoài y tế dùng miêu tả những trạng thái tương tự gồm dửng dưng và vô cảm xúc. Trong tiếng Anh, người mất khả năng diễn đạt cảm xúc được gọi là alexithymic hoặc alexithymiac.

## Phân loại
Mất khả năng diễn đạt cảm xúc được xem là một đặc điểm tính cách khiến người mắc phải có nguy cơ bị những chứng bệnh hoặc rối loạn tâm thần khác, đồng thời làm giảm khả năng những người này phản ứng lại những liệu pháp điều trị thông thường cho bệnh khác. Hiện tượng này không được xếp vào các loại bệnh tâm thần trong Cẩm nang chẩn đoán và thống kê các rối loạn tâm thần ấn bản thứ tư. Nó là một đặc điểm tính cách có chiều, có thể khác nhau về độ nghiêm trọng tùy theo từng người. Điểm số mất khả năng diễn đạt cảm xúc được tính bằng các bảng câu hỏi như Toronto Alexithymia Scale (TAS-20), Bermond-Vorst Alexithymia Questionnaire (BVAQ), Online Alexithymia Questionnaire (OAQ-G2) hay Observer Alexithymia Scale (OAS). Mất khả năng diễn đạt cảm xúc khác với rối loạn nhân cách tâm thần, ví dụ như rối loạn nhân cách chống đối xã hội hay rối loạn nhân cách ranh giới, tuy chúng có một số đặc điểm chung. Nó cũng khác với những trạng thái bất thường ở bệnh xã hội (sociopathy) hoặc bệnh nhân cách (psychopathy).
Mất khả năng diễn đạt cảm xúc được xác định bởi:
1. khó khăn trong việc nhận biết cảm giác; khó khăn trong việc phân biệt giữa cảm giác và cảm nhận cơ thể khi cảm xúc được kích thích
2. khó khăn trong việc miêu tả cảm giác cho người khác
3. quá trình tưởng tượng bị hạn chế, bằng chứng là người mất khả năng diễn đạt cảm xúc hiếm khi tưởng tượng
4. cách nhận thức hướng ngoại và bị ràng buộc bởi kích thích.

Theo các nghiên cứu trên dân số nói chung, mức độ thiếu khả năng diễn đạt cảm xúc nặng hay nhẹ bị ảnh hưởng bởi độ tuổi, không bởi giới tính. Tỷ lệ mất khả năng này ở những đối tượng khỏe mạnh đã được xác định là 8.3%, 4.7%, 8.9% và 7%. Do đó, nhiều nghiên cứu báo cáo tỷ lệ  mất khả năng diễn đạt cảm xúc nằm dưới 10%. Một khám phá khác ít phổ biến hơn cho rằng hiện tượng này có tỷ lệ cao hơn ở nam giới, dựa trên việc một số nam gặp khó khăn trong việc "miêu tả cảm xúc", nhưng không dựa trên việc "nhận biết cảm xúc", bởi cả nam và nữ đều bộc lộ khả năng này như nhau.
Nhà tâm lý học R. Michael Bagby và nhà tâm thần học Graeme J. Taylor lập luận rằng cấu trúc mất khả năng diễn đạt cảm xúc có liên kết cách mật thiết (nhưng tiêu cực) tới các khái niệm về tâm lý cởi mở và trí tuệ xúc cảm. Họ cho rằng có "bằng chứng thực nghiệm vững chắc cho thấy mất khả năng diễn đạt cảm xúc là một đặc điểm tính cách ổn định, không chỉ là hệ quả của tình trạng đau buồn về tâm lý." Những ý kiến bất đồng lại đưa ra bằng chứng cho rằng nó phụ thuộc vào trạng thái của người mắc.
Bagby và Taylor cũng cho rằng mất khả năng diễn đạt cảm xúc gồm hai loại: Mất khả năng diễn đạt cảm xúc sơ cấp—một đặc tính tâm lý bền vững không thay đổi theo thời gian; mất khả năng diễn đạt cảm xúc thứ cấp—phụ thuộc vào trạng thái của người mắc và biến mất sau khi tình huống gây căng thẳng thay đổi. Hai biểu hiện trên còn được gọi là mất khả năng diễn đạt cảm xúc "đặc tính" hoặc "trạng thái".

## Mô tả
Những khiếm khuyết điển hình gồm khó khăn trong việc nhận biết, xử lý, miêu tả cảm giác của chính bản thân, thường biểu lộ bằng việc không hiểu được cảm giác của người khác; khó khăn trong việc phân biệt giữa cảm giác và cảm nhận của cơ thể khi cảm xúc được kích thích; ít khi mơ hay tưởng tượng vì trí tưởng tượng bị hạn chế; suy nghĩ logic, thực tế, cụ thể, thường vì những phản ứng về mặt cảm xúc đã bị loại trừ. Người thiếu khả năng diễn đạt cảm xúc cũng có những giấc mơ rất logic và thực tế, như đi chợ hay đang ăn cơm. Kinh nghiệm lâm sàng cho rằng đặc điểm cấu trúc của những giấc mơ – không phải khả năng nhớ lại chúng – chính là thứ giúp mô tả hiện tượng này một cách rõ rệt nhất.
Một số cá thể mất khả năng diễn đạt cảm xúc có thể có biểu hiện trái ngược những đặc điểm kể trên, vì họ cũng bị khó chịu (dysphoria) kinh niên, tức giận bộc phát, hay òa khóc. Tuy nhiên, khi được hỏi, họ thường không có khả năng miêu tả cảm giác hoặc tỏ ra bối rối khi được hỏi về cảm giác của mình một cách chi tiết.
Theo Henry Krystal, những cá thể  mất khả năng diễn đạt cảm xúc có cách nghĩ hiệu quả và tỏ ra thích ứng với thực tại hơn hẳn người khác. Tuy nhiên, trong tâm lý trị liệu, họ lại có rối loạn rõ rệt về nhận thức vì thường thuật lại những sự kiện, phản ứng và hành động nhỏ nhặt thường ngày theo thứ tự thời gian bằng những chi tiết đơn điệu. Nhìn chung, những cá thể này thiếu trí tưởng tượng, trực giác, đồng cảm và sự thúc giục thỏa mãn trí tưởng tượng, đặc biệt là khi có liên quan đến đối thể (object). Thay vào đó, họ hướng tới vật thể (thing) và thậm chí là coi mình như robot. Những vấn đề này giới hạn khả năng phản ứng của họ trước tâm lý trị liệu phân tâm học. Nếu họ tham gia tâm lý trị liệu thì những bệnh tâm-thể  (psychosomatic illness) hay lạm dụng chất gây nghiện sẽ trở nên trầm trọng hơn.
Một quan niệm sai lầm phổ biến về người mất khả năng diễn đạt cảm xúc là họ hoàn toàn không có khả năng diễn đạt cảm xúc bằng lời, thậm chí không thể công nhận việc mình có trải nghiệm cảm xúc. Trước cả khi đưa ra thuật ngữ này, Sifneos (1967) đã lưu ý người bệnh thường nhắc đến lo âu hoặc trầm cảm. Yếu tố đặc trưng là khi phải miêu tả cảm giác của mình, họ không thể đào sâu hơn ngoài một số tính từ ít ỏi như "vui" hoặc "không vui".
Ở đây, vấn đề cốt lỗi là những người thiếu khả năng diễn đạt cảm xúc không giỏi phân biệt cảm xúc, làm giới hạn khả năng phân biệt và miêu tả cảm xúc của mình cho người khác. Điều này góp phần khiến họ cảm thấy bản thân bị tách rời khỏi cảm xúc và thấy khó khăn trong việc kết giao với người khác. Mất khả năng diễn đạt cảm xúc, do đó, có ảnh hưởng tiêu cực tới mức độ hài lòng với cuộc sống, ngay cả khi trầm cảm và những biến nhiễu khác đã được kiểm soát.

## Nguyên nhân
Không rõ nguyên nhân gây mất khả năng diễn đạt cảm xúc là gì, nhưng có nhiều lý thuyết đã được đưa ra.
Các nghiên cứu trước đây chứng minh não của người thiếu khả năng diễn đạt cảm xúc gặp lỗi liên lạc giữa hai bán cầu; tức những thông tin về cảm xúc ở bán cầu não phải không được truyền đúng cách tới vùng đảm trách ngôn ngữ ở bán cầu não trái, gây ra bởi sự suy giảm thể chai. Hiện tượng này thường xuất hiện ở những bệnh nhân tâm thần bị bạo hành khi còn nhỏ. Theo một nghiên cứu tâm lý học thần kinh năm 1997,  mất khả năng diễn đạt cảm xúc có thể xảy ra do nhiễu loạn ở bán cầu não phải, nơi phần lớn đảm trách việc xử lý cảm xúc. Một mô hình tâm lý học thần kinh khác cho rằng hiện tượng này có thể liên quan tới rối loạn chức năng ở vùng đai trước của vỏ não (anterior cingulate cortex). Tuy nhiên, những nghiên cứu này vẫn còn thiếu sót, và bằng chứng thực nghiệm về cơ chế thần kinh của mất khả năng diễn đạt cảm xúc vẫn chưa đưa ra kết luận nào thuyết phục.
Nhà phân tâm học người Pháp Joyce McDougall phản đối việc các bác sĩ lâm sàng tập trung giải thích nguồn gốc và cách vận hành của hiện tượng này theo sinh lý học thần kinh thay vì theo tâm lý học. Ông cũng giới thiệu thuật ngữ "bất mãn" (disaffectation) để mô tả hiện tượng mất khả năng diễn đạt cảm xúc tâm thần. Theo ông, cá thể bị "bất mãn" đã từng "trải qua thứ cảm xúc choáng ngợp đến nỗi nó đe dọa tấn công ý thức của họ về tính nguyên vẹn và bản sắc của mình," do đó họ phải trang bị cho mình một lớp phòng thủ tâm lý để tiêu diệt và đẩy lui tất cả những cảm xúc tiêu cực  khỏi ý thức. Một cách diễn giải tương tự tiếp bước bằng cách sử dụng các phương pháp hiện tượng học. McDougall cũng lưu ý rằng tất cả các trẻ sơ sinh sinh ra đều không có khả năng nhận biết, sắp xếp và trò chuyện về những trải nghiệm cảm xúc của mình (từ infans bắt nguồn từ tiếng Latin là "không nói"), và "vì chưa trưởng thành nên việc chúng thiếu khả năng diễn đạt cảm xúc là không thể tránh khỏi." Dựa trên đó, năm 1985, McDougall trình bày rằng phần thiếu khả năng diễn đạt cảm xúc trong nhân cách một người trưởng thành có thể là "một cấu trúc tâm lý cực kỳ ức chế và nhi tính". Thứ ngôn ngữ đầu tiên của một đứa trẻ không phải lời nói mà là nét mặt. Trạng thái cảm xúc của cha mẹ là yếu tố rất quan trọng trong việc quyết định sự phát triển của đứa trẻ. Việc lờ đi hoặc thờ ơ trước những thay đổi trên nét mặt của đứa trẻ mà không có phản hồi thích hợp sẽ thúc đẩy việc những nét mặt mà đứa trẻ thể hiện trở nên mất hiệu lực. Một yếu tố quan trọng khác là khả năng phản ánh sự tự nhận thức lên con trẻ của cha mẹ. Nếu người lớn không có khả năng nhận biết và phân biệt những cảm xúc mà đứa trẻ thể hiện, điều đó sẽ ảnh hưởng tới khả năng đứa trẻ đó nhận thức biểu hiện cảm xúc.
Những nghiên cứu di truyền phân tử về  mất khả năng diễn đạt cảm xúc vẫn còn ít, nhưng các gen tiềm năng  đã được xác định qua những nghiên cứu về mối liên hệ giữa hiện tượng này và một số gen nhất định, giữa cả những người mắc bệnh và toàn dân số nói chung. Một nghiên cứu đã kiểm tra một nhóm nam giới Nhật Bản và nhận thấy những người đồng hợp tử về alen dài 5-HTTLPR ghi điểm cao hơn trên thang Toronto Alexithymia (TAS-20). Khu vực 5-HTTLPR của gen vận chuyển serotonin có ảnh hưởng đến quá trình phiên mã của gen vận chuyển serotonin chuyên loại bỏ serotonin khỏi khe xináp, và được nghiên cứu rất kỹ bởi mối liên hệ của nó với nhiều rối loạn tâm thần khác. Một nghiên cứu khác kiểm tra thụ thể 5-HT1A – thụ thể liên kết serotonin – và nhận thấy những người có allele G của đa hình Rs6295 trên gen HTR1A có mức độ thiếu khả năng diễn đạt cảm xúc cao hơn. Một nghiên cứu khác nghiên cứu hiện tượng này cùng rối loạn ám ảnh cưỡng chế nhận thấy mức độ thiếu khả năng diễn đạt cảm xúc cao hơn có liên quan đến allele Val/Val của đa hình Rs4680 trên gen mã hóa enzym Catechol-O-methyltransferase (COMT), một enzym làm suy giảm các dẫn truyền thần kinh catecholamine như dopamine. Những liên kết này chưa có bằng chứng chắc chắn; cần phải nghiên cứu thêm để làm sáng tỏ mối liên hệ giữa các gen trên và những dị tật thần kinh ở não của người mất khả năng diễn đạt cảm xúc.
Đã có bằng chứng cho vai trò của yếu tố môi trường và thần kinh, tuy nhiên, vai trò và ảnh hưởng của yếu tố di truyền tới sự phát triển của mất khả năng diễn đạt cảm xúc vẫn còn chưa rõ ràng. Một nghiên cứu có quy mô lớn của Đan Mạch cho rằng yếu tố di truyền góp một phần đáng lưu ý tới sự phát triển của hiện tượng này. Tuy nhiên, những nghiên cứu song sinh này còn gây tranh cãi vì chúng "giả định rằng các môi trường đều như nhau" và các ước tính về "khả năng di truyền" không hề tương ứng với cấu trúc DNA thực tế. Chấn thương sọ não cũng có liên quan đến sự phát triển của mất khả năng diễn đạt cảm xúc. Những bệnh nhân chấn thương sọ não có khả năng mắc hiện tượng này cao gấp sáu lần người thường.

## Trong quan hệ
Mất khả năng diễn đạt cảm xúc gây ra nhiều vấn đề trong quan hệ với người khác, vì những cá thể này thường tránh những mối quan hệ gần gũi về mặt cảm xúc. Nếu họ có hình thành quan hệ với người khác, họ thường đặt mình ở vị trí hoặc lệ thuộc, hoặc làm chủ, hoặc chung chung, khách quan "để mối quan hệ ấy chỉ được duy trì ở mức hời hợt." Theo quan sát, người mất khả năng này cũng không "phân biệt" được bản thân mình và người khác một cách thỏa đáng.
Trong một nghiên cứu, một nhóm lớn những người thiếu khả năng diễn đạt cảm xúc đã hoàn thành Bản kê Vấn đề giữa các Cá nhân (IIP-64) gồm 64 câu. Họ nhận thấy "hai vấn đề có quan hệ đáng kể và ổn định tới việc mất khả năng diễn đạt cảm xúc là hoạt động xã hội lạnh lùng/xa cách và thiếu quyết đoán. Tất cả những thang điểm IIP-64 phụ khác đều không có liên hệ đáng kể tới mất khả năng diễn đạt cảm xúc."
Sifneos cũng nhận thấy người mất khả năng diễn đạt cảm xúc có những mối quan hệ hỗn loạn. Do những khó khăn cố hữu trong việc nhận biết và miêu tả cảm xúc của bản thân và người khác, hiện tượng này cũng có ảnh hưởng tiêu cực tới sự mãn nguyện trong quan hệ giữa các cặp đôi.
Theo một nghiên cứu năm 2008, mất khả năng diễn đạt cảm xúc cũng có tương quan với sự suy giảm trong việc hiểu và bày tỏ tình cảm thân thiết. Sự suy giảm này phần nào khiến tinh thần kém khỏe mạnh, đồng thời làm giảm chất lượng các mối quan hệ. Những cá thể bị nặng cũng ít lo buồn khi thấy người khác bị đau và ít thể hiện lòng vị tha.
Những cá thể làm việc cho các tổ chức mà ở đó việc điều khiển cảm xúc là chuyện bình thường có thể có những hành vi giống mất khả năng diễn đạt cảm xúc, nhưng không phải họ bị mắc hiện tượng này. Tuy nhiên, theo thời gian, việc thường xuyên không bộc lộ cảm xúc có thể trở thành thói quen và khiến họ thấy khó đồng cảm với người khác hơn.

## Các rối loạn đi kèm
Mất khả năng diễn đạt cảm xúc thường xuyên xảy ra cùng các rối loạn khác. Nghiên cứu chỉ ra rằng bị mất khả năng diễn đạt cảm xúc xuất hiện trùng với rối loạn phổ tự kỷ (ASD). Theo một nghiên cứu đã sử dụng TAS-20 (2004), 85% người lớn bị tự kỷ rơi vào nhóm mất khả năng diễn đạt cảm xúc; gần 50% rơi vào nhóm trầm trọng. Trong nhóm người lớn tiêu chuẩn để so sánh, chỉ có 17% mất khả năng này; không có trường hợp nào trầm trọng. Fitzgerald và Bellgrove chỉ ra rằng, "Cũng như mất khả năng diễn đạt cảm xúc, hội chứng Asperger cũng có đặc điểm là rối loạn trong khả năng nói, khả năng về ngôn ngữ và các mối quan hệ xã hội." Hill và Berthoz đồng ý (2006) và tuyên bố "giữa mất khả năng diễn đạt cảm xúc và tự kỷ có một sự gối trùng nào đó". Họ đưa ra những nghiên cứu đã phát hiện người mất khả năng diễn đạt cảm xúc cũng khuyết kỹ năng về thuyết tâm trí; bằng chứng từ giải phẫu học thần kinh cũng chỉ ra nguyên nhân gây bệnh chung và kỹ năng xã hội yếu tương tự nhau. Bản chất của sự gối trùng này chưa được xác định chắc chắn. Biểu hiện thiếu khả năng diễn đạt cảm xúc ở người bị tự kỷ có thể liên quan đến trầm cảm lâm sàng hay lo âu; không rõ yếu tố trung gian là gì. Có khả năng mất khả năng diễn đạt cảm xúc sẽ dẫn đến lo âu.
Còn nhiều rối loạn tâm thần khác có thể xảy ra cùng hiện tượng này. Một nghiên cứu nhận thấy 41% cựu chiến binh chiến tranh Việt Nam mắc rối loạn stress sau sang chấn (PTSD) cũng mất khả năng diễn đạt cảm xúc. Một nghiên cứu khác nhận thấy mức độ mất khả năng diễn đạt cảm xúc ở những người sống sót sau diệt chủng Holocaust bị PTSD cao hơn người không bị. Theo một nghiên cứu khác, mức độ mất khả năng diễn đạt cảm xúc cao ở những người làm mẹ bị PTSD liên quan đến bạo hành có tỷ lệ nhạy cảm với việc chăm sóc thấp hơn. Nghiên cứu này cũng cho rằng, khi điều trị những bệnh nhân PTSD đã là cha hoặc mẹ, cần chú ý đến quan hệ giữa cha mẹ-con cái và sự phát triển cảm xúc-xã hội của đứa trẻ khi đánh giá và xử lý hiện tượng mất khả năng diễn đạt cảm xúc.
Các kết quả nghiên cứu đơn lẻ về tỷ lệ của những rối loạn khác gồm 63% trong số những người bị chán ăn tâm thần, 56% bị chứng háu ăn, khoảng 40% đến 50% bị trầm cảm, 34% mắc rối loạn hoảng sợ, 28% mắc ám ảnh xã hội, và 50% trong số những người lạm dụng chất gây nghiện. Một tỷ lệ lớn các cá thể bị tổn thương não mắc phải (acquired brain injury) như tai biến mạch máu não hay chấn thương sọ não cũng mất khả năng diễn đạt cảm xúc.
Mất khả năng diễn đạt cảm xúc cũng có liên quan đến những rối loạn nhân cách, rối loạn lạm dụng chất gây nghiện, một số rối loạn lo âu và rối loạn tình dục nhất định, cũng như các bệnh về thể chất như cao huyết áp, viêm ruột và loạn tiêu hóa (dyspepsia) chức năng. Thêm vào đó, mất khả năng diễn đạt cảm xúc cũng có liên quan đến đau nửa đầu, đau lưng dưới, hội chứng ruột kích thích, suyễn, buồn nôn, dị ứng, và hội chứng đau xơ cơ.
Một số người mất khả năng diễn đạt cảm xúc có khuynh hướng giải phóng sự căng thẳng phát sinh từ những cảm xúc khó chịu qua hành động bốc đồng, hay những hành vi cưỡng chế như ăn uống vô độ, lạm dụng chất gây nghiện, có hành vi tình dục lệch lạc hoặc chán ăn tâm thần. Thất bại trong việc điều chỉnh cảm xúc một cách có nhận thức có thể ảnh hưởng đến hệ thần kinh tự chủ và hệ thần kinh nội tiết, gây ra các bệnh về cơ thể. Người mất khả năng diễn đạt cảm xúc cũng bị giới hạn ở khả năng cảm nhận những cảm xúc tích cực, nên Krystal (1988) và Sifneos (1987) miêu tả những cá thể này là bị mất khoái cảm (anhedonia).